# Кнезебек, Карл Фридрих
Барон Карл Фридрих фон дем Кнезебек (нем. Karl Friedrich Freiherr von dem Knesebeck; 5 мая 1768, Карве, ныне в черте Нойруппина — 12 января 1848, Берлин) — прусский фельдмаршал.
Во время войны 1806—1807 годов состоял при главной квартире русской армии.
В 1812 году Кнезебек был послан к императору Александру с поручением противодействовать объявлению войны с Францией. Вместе с Шарнхорстом принимал деятельное участие в преобразовании прусской армии. В начале 1813 года Кнезебек вёл переговоры с императором Александром, которые привели к заключению Калишского союзного договора с Пруссией. Такие же переговоры были им проведены и с Австрией.
Он женился 7 мая 1815 года в Берлине на Адольфин фон Клитцинг (1772—1844) и в браке родились: сын — Альфред Куно Паридам (1816—1883) и дочки — Франциска Софи фон Бояновски (родилась 5 октября 1822 г., † 14 октября 1910 г.) и Цецили (родилась 29 августа 1816 г., † 7 июля 1872 г.).
19 июня 1825 года был произведён в генералы от инфантерии. В 1831 году он, после смерти Гнейзенау, был назначен командующим прусскими войсками на русской границе.
9 июня 1840 года был награждён орденом Св. Андрея Первозванного.
7 октября 1847 года произведён в генерал-фельдмаршалы.
Кнезебек был поклонником политики Меттерниха и стремился к тесному сближению Пруссии с Австрией.

## Награды
Королевства Пруссия:

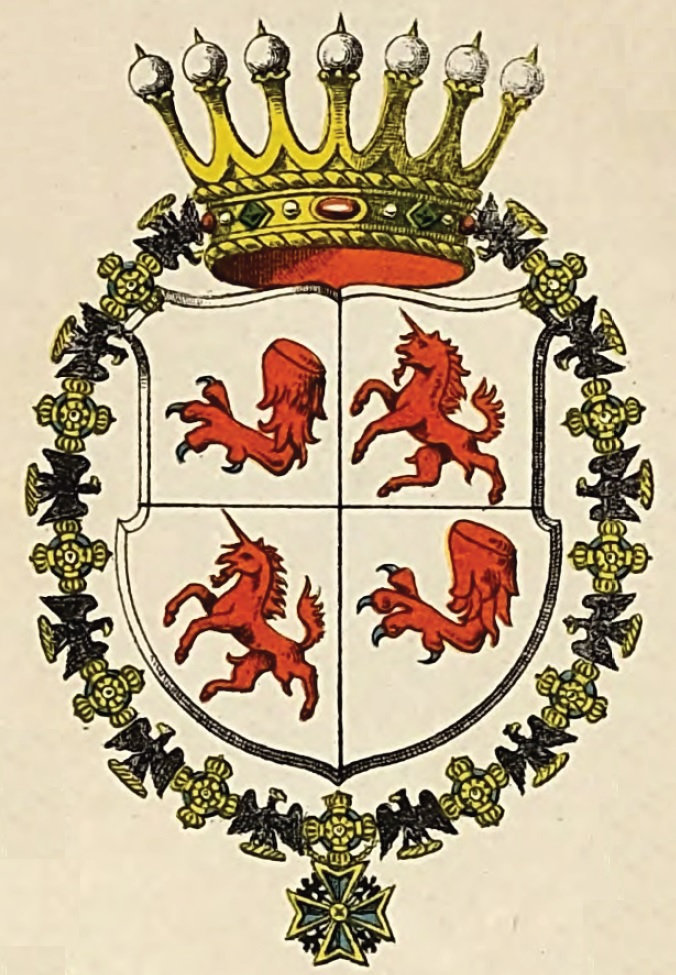
Герб барона Карла Фридриха фон дем Кнезебека с цепью ордена Чёрного орла

- Орден «Pour le Mérite» (8 апреля 1807)[5]; дубовые листья (19 октября 1813)[6]
- Железный крест 1-го класса и 2-го класса на чёрной ленте
- Орден Красного орла 1-го класса с дубовыми листьями (1815)[7]
- Крест за выслугу лет[нем.] (25 лет выслуги) (1825)
- Орден Чёрного орла (18 января 1832); цепь ордена (10 апреля 1847)[8]

Российской империи:
- Орден Святой Анны 1-й степени (21 мая 1813)[9]
- Орден Святого Владимира 2-й степени (8 октября 1813)[10]
- Орден Святого Александра Невского (26 мая 1829)[11]
- Орден Белого орла (9 июня 1840)[12]
- Орден Святого апостола Андрея Первозванного с алмазными украшениями (9 июня 1840)[13]

Прочие:
- Военный орден Максимилиана Иосифа, рыцарский крест (королевство Бавария)
- Австрийский императорский орден Леопольда, большой крест (Австрийская империя)
- Орден Военных заслуг, большой крест (королевство Франция)
- Орден Меча, рыцарский крест (1-го класса) (королевство Швеция)